# 相念寺
相念寺（そうねんじ）は、富山県南砺市（旧平村）相倉地区にある真宗大谷派の寺院である。

## 概要
室町時代の後半、文明年間に本願寺8代蓮如が越前国吉崎御坊に滞在したことにより、北陸地方で真宗門徒が急増し、五ヶ山地方にも本格的に真宗が広まりつつあった。最初に五箇山地方に教線を伸ばしたのは越前国の和田本覚寺で、相倉以南、五箇山西部のほとんどの寺院は本覚寺下の道場として始まっている。
このような状況下で、相念寺の前身である相倉道場は旧福光町広瀬館地域の祖谷本敬寺下道場として始まった。五箇山地域の念仏道場で本敬寺に属するのは、相倉道場の他に利賀谷奥地の阿別当道場・大勘場道場のみで、本覚寺下道場などに比べると圧倒的少数派である。
本敬寺の寺伝によると、本敬寺は越中国で発祥したが、戦国時代には戦乱を避けて婦負郡八尾・利賀水無・飛騨国白川牛首・同鳩谷を転々としていたとされる。現在も白川村飯島には本敬寺の末寺である敬勝寺が存在しており、まさに本敬寺が白川郷に寺基を構えていた頃に、相倉で本敬寺門徒が形成されたものと考えられている。
相念寺の由緒によると、相倉の図書家が自宅に阿弥陀如来・太子像・蓮如筆の六字名号を安置して、祖谷本敬寺下の内道場としたのが起源であるという。ただし、本尊と太子像は後に本寺へ渡したとされ、伝承のみが残されている。これと対応するように、天文21年（1552年）10月27日付五箇山十日講起請文には「図書了歓」なる人物の署名があり、瑞願寺による注記ではこの人物が相倉道場坊の先祖であったとされる。以後、代々皆葎道場の道場主は図書了歓の子孫である九郎三郎家が務めていたようで、寛政年間の「五ケ山之道場しらべ」には「砺波郡祖谷村本敬寺道揚　相倉村　九郎三郎」と記されている。
なお、同じ相倉集落内には本覚寺下（後に鯖江万法寺下に移る）の西方道場も存在しており、西方道場に対して相念寺（相倉道場）を東方道場と呼ぶこともある。五箇山の同一集落内に2つの道場があるのは珍しい例であるが、前述したように本覚寺が五箇山西部一帯に門徒を持つ有力寺院であったこと、五箇山本覚寺門徒の中で相倉が最北地域であったことなどを背景に、西方道場が建てられたと考えられている。
現在の相念寺本堂は安政6年（1859年）4月の建立で、昭和25年（1950年）に後堂の建て増し等、昭和53年（1978年）には控の問の増築が行われている。昭和24年（1949年）3月21日に「相念寺」の寺号を許され、以後相倉相念寺を称している。

## 相倉西方道場

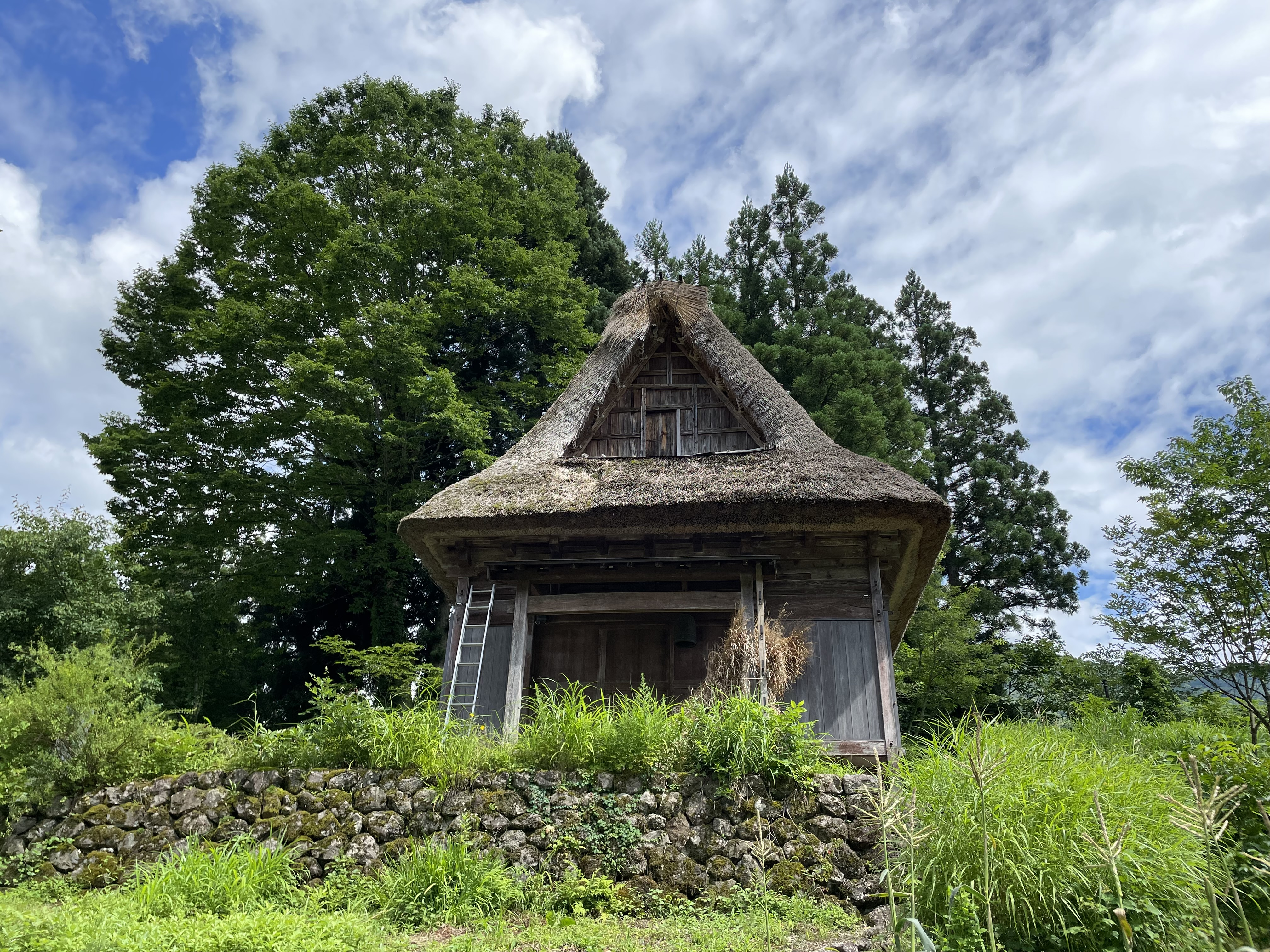
相倉の西方道場。

上述したように戦国時代の五箇山西部では和田本覚寺門徒が多数派であったが、本願寺の東西分裂が起こると本覚寺は東方に属し、西方に属することを望む門徒は万法寺に属するようになった。
相倉西方道場は、もと本覚寺門徒で、江戸時代初期に万法寺に転じた門徒によって用いられた道場である。相倉西方道場の伝承によると、元禄7年9月14日付の木仏尊形を東山家別室に安置し拝んだのが道場の起源とする。安政6年に東方道場（現相念寺）が建立された際、その古い内陣を移築して西方道場が建てられたという。

## 五箇山の本敬寺下道場
上述したように相念寺は祖谷本敬寺下の道場として始まった寺院であり、他にも利賀谷の阿別当道場・大勘場道場が本敬寺下に属する。本敬寺は戦国時代に利賀村水無や白川村鳩谷に所在したとの由緒があることから、この頃に五箇山で門徒が形成されたようである。
| 戦国時代      | 戦国時代   | 江戸時代      | 江戸時代   | 近現代        | 近現代     |
| ------------- | ---------- | ------------- | ---------- | ------------- | ---------- |
| 祖谷 本敬寺下 | 相倉道場   | 祖谷 本敬寺下 | 相倉道場   | 相倉相念寺    | 相倉相念寺 |
| 祖谷 本敬寺下 | 阿別当道場 | 祖谷 本敬寺下 | 阿別当道場 | 祖谷 本敬寺下 | 阿別当道場 |
| 祖谷 本敬寺下 | 大勘場道場 | 祖谷 本敬寺下 | 大勘場道場 | 祖谷 本敬寺下 | 大勘場道場 |